# Jan Zdrojewski

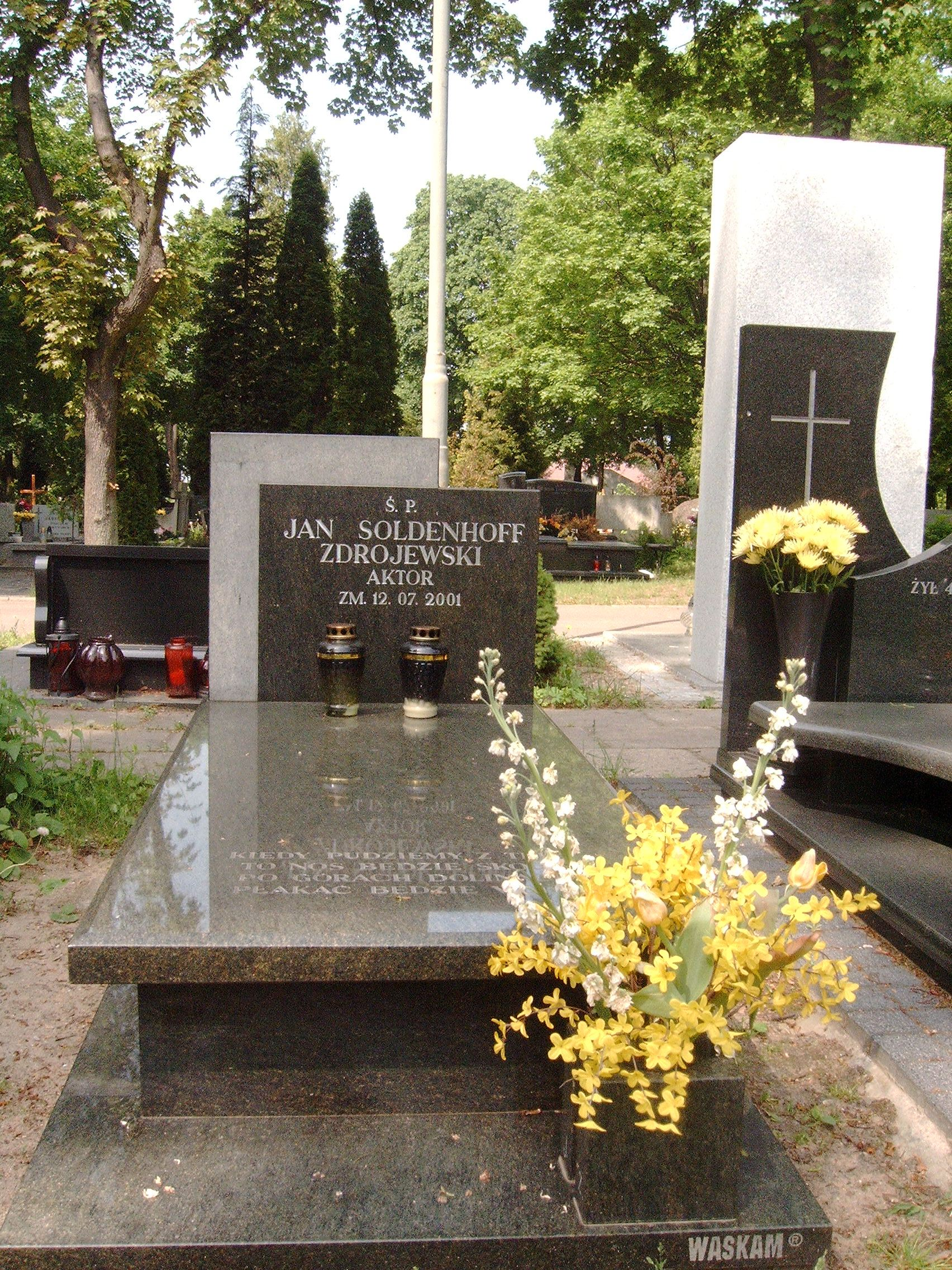
Mormântul lui Jan Soldenhoff-Zdrojewski în Cimitirul comunal Doły din Łódź, 21 mai 2007

Jan Zdrojewski, pe numele real Jan Soldenhoff, (n. 9 iunie 1933, Varșovia, Polonia – d. 12 iulie 2001, Łódź, Polonia) a fost un actor de teatru, film și televiziune și profesor polonez.

## Biografie
S-a născut pe 9 iunie 1933 la Varșovia și a purtat numele real Jan Soldenhoff. A debutat ca actor pe 10 decembrie 1955 în rolul Jerzy din spectacolul Mama după Karel Čapek, pus în scenă de regizorul Zbigniew Koczanowicz la Teatrul Regional Lubusz din Zielona Góra. În anul 1957 a promovat examenul extern de actor.
A făcut parte ca actor din trupele următoarelor teatre: Teatrul Regional Lubusz din Zielona Góra (1955-1958), Teatrul Dramatic „Aleksander Węgierki” din Białystok (1958–1959), Teatrul Polonez (Regional Pomeranian) din Bydgoszcz (1959–1962), Teatrul Polonez din Szczecin (1962–1963), Teatrul Nou din Łódź (1963–1979) și Teatrul „Stefan Jaracz” din Łódź (1985–1988). În perioada 1973-2001 a fost lector la Facultatea de Actorie a Școlii Naționale Superioare de Film, Televiziune și Teatru „Leon Schiller” din Łódź, îndeplinind în anii 1976–1980 funcția de decan al acestei facultăți.
A interpretat roluri în numeroase spectacole reprezentate în cadrul Teatrului Radiofonic (din 1962) și al Teatrului de Televiziune (din 1964). Printre spectacolele rerezentate la Teatrul de Televiziune în care a jucat pot fi menționate: Dama de pică după Aleksandr Pușkin (r. Ireneusz Kanicki, 1964), Păcatul de Stefan Żeromski (r. Ireneusz Kanicki, 1964), Don Juan de Tadeusz Rittner (r. Aleksander Strokowski, 1968), Poet și pictor după Stanisław Wyspiański (r. Tadeusz Worontkiewicz, 1969), Întâlnirea de la Senlis de Jean Anouilh (r. Tadeusz Worontkiewicz, 1972), Vinovați fără vină de Aleksandr Ostrovski (r. Zbigniew Kuźmiński, 1972) și Oameni ciudați de Maxim Gorki (r. Jerzy Zegalski, 1973).
A avut un fiu, Tomasz Soldenhoff (n. 29 august 1955 – d. 2020), care a fost jurnalist, poet, membru al Asociației Scriitorilor Polonezi filiala Łódź.
A murit pe 12 iulie 2001 în orașul Łódź și a fost înmormântat la cimitirul comunal Doły de la ul. Smutna (secțiunea XI, rândul 34, mormântul 9).

## Filmografie (selecție)
- Ludzie z pociągu (1961) – ofițer Gestapo
- Obok prawdy (1964) – observator de la procesul Łopot
- Niedziela sprawiedliwości (1965) – lt. Kowalczyk, comandantul postului de miliție
- Poznańskie słowiki (1965) – milițian
- Julia, Anna, Genowefa... (1967) – bărbat din birou
- Stawka większa niż życie (serial TV, 1967) – căpitan polonez (ep. 17. Spotkanie)
- Księżyc (1969) – gardist alb
- Przygody pana Michała (serial TV, 1969) – soldat sub comanda polcovnicului Michał Wołodyjowski (ep. 2. Hetmański ordonans, ep. 10. Smak zemsty, ep. 12. Dymy nad twierdzą și ep. 13. Hektor Kamieniecki)
- Doktor Ewa (serial TV, 1970) – profesorul Wroński, noul director al spitalului din Gorzkowice (ep. 9. Pożegnania)
- Książę sezonu (1970) – bărbatul care tânjește după soția sa din vagonul de tren
- Twarz anioła (1970) – gardian
- Zapalniczka (1970) – bărbatul care urmărește apartamentul Hildei Werner
- Ogłoszenie matrymonialne (1972) – chelnerul de la „Warsie”
- Palec Boży (1972) – membru al comisiei de examinare
- Śledztwo (1973) – fiul pastorului
- Czerwone i białe (1975) – ofițer țarist
- Zaklęty dwór (serial TV, 1976) – bărbat de la o petrecere a contelui Żwirski (ep. 2. Marzyciel i awanturnik)
- Palace Hotel (1977) – Andreas, ofițer Gestapo
- Śmierć prezydenta (1977) – J.G. Jackowski, secretarul lui Gabriel Narutowicz la Ministerul Afacerilor Externe
- Rodzina Połanieckich (serial TV, 1978) – funcționar în compania lui Połaniecki (ep. 1. Panna Marynia, ep. 2. Między nienawiścią a miłością, ep. 3. Pojednanie, ep. 5. Spełnienie și ep. 7. Powrót)
- Ty pójdziesz górą – Eliza Orzeszkowa (1978) – mecena
- Zamach stanu (1980) – deputat
- Był jazz (1981) – conferențiarul de la conservator
- Lawina (1984) – bărbat care citește articolul lui Karłowicz din gazetă
- Trenul de aur (1986) – ministrul de externe Józef Beck
- Co lubią tygrysy (1989) – Stefan, client din restaurant
- Miasteczko (serial TV, 2000–2001)

## Decorații
- Crucea de Merit de argint (1962)[1][2]
- Crucea de Merit de aur (1971)[1][2]
- Insigna „Activist cultural merituos” - de două ori (1969, 1973)[1][2]
- Insigna onorifică a voievodatului Łódź (1973)
- Insigna onorifică a orașului Łódź (1968)[1][2]